# Гюрель, Эдиз
Эди́з Гюре́ль (тур. Ediz Gürel; род. 5 декабря 2008, Бурса) — турецкий шахматист, гроссмейстер (2024).

## Карьера
Гюрель родился в Бурсе в 2008 году и продолжает там учиться. В шахматы начал играть в 7 лет.

### 2022
Занял 2 место на Кубке Парламента Турции, уступив в финале Мустафе Йылмазу.
Занял 2 место на молодёжном чемпионате Европы в категории до 14 лет с результатом 7,5 очков из 9.

### 2023
В июле—августе участвовал на Кубке мира. В первой партии предварительного раунда победил Велимира Ивича благодаря жертве слона, но проиграл ему в тай-брейке. После этого его пригласили на Большую швейцарку ФИДЕ. 
В октябре Гюрель выиграл турнир, проводимый в честь 100-летия Турции.

### 2024
Достиг звания гроссмейстера на Пражском шахматном фестивале. Он стал самым молодым гроссмейстером Турции.